# Великолюбінська селищна територіальна громада
Великолюбінська селищна громада — територіальна громада в Україні, в Львівському районі Львівської області. Адміністративний центр — смт Великий Любінь.
Площа громади — 132,4 км², населення — 9473 мешканці (2021).
Утворена 13 жовтня 2016 року шляхом об'єднання Великолюбінської селищної ради та Завидовицької, Коропузької сільських рад Городоцького району.

## Населені пункти
До складу громади входять 1 смт (Великий Любінь) і 15 сіл:
- Бірче
- Завидовичі
- Залужани
- Зашковичі
- Коропуж
- Косівець
- Малий Любінь
- Мальованка
- Піски
- Поріччя
- Поріччя-Грунтове
- Поріччя Задвірне
- Романівка
- Хишевичі
- Чуловичі